# Harpactira curvipes
Harpactira curvipes är en spindelart som beskrevs av Pocock 1897. Harpactira curvipes ingår i släktet Harpactira och familjen fågelspindlar. Inga underarter finns listade i Catalogue of Life.